# Martin Plüss
Martin Plüss (Bülach, 5 aprile 1977) è un ex hockeista su ghiaccio svizzero.

## Palmarès

### Club
- Campionato svizzero: 6

Kloten: 1994-1995, 1995-1996
Berna: 2009-2010, 2012-2013, 2015-2016, 2016-2017
- Campionato svedese: 1

Frölunda: 2004-2005
- Coppa Svizzera: 1

Berna: 2014-2015

### Individuale
- MVP campionato svizzero: 2

2000-2001, 2012-2013